# Cuscuta australis
Die Südliche Seide (Cuscuta australis) ist eine Pflanzenart aus der Gattung Seide in der Familie der Windengewächse (Convolvulaceae). Diese parasitär lebende Pflanze ist  in Eurasien und Afrika weitverbreitet.

## Beschreibung

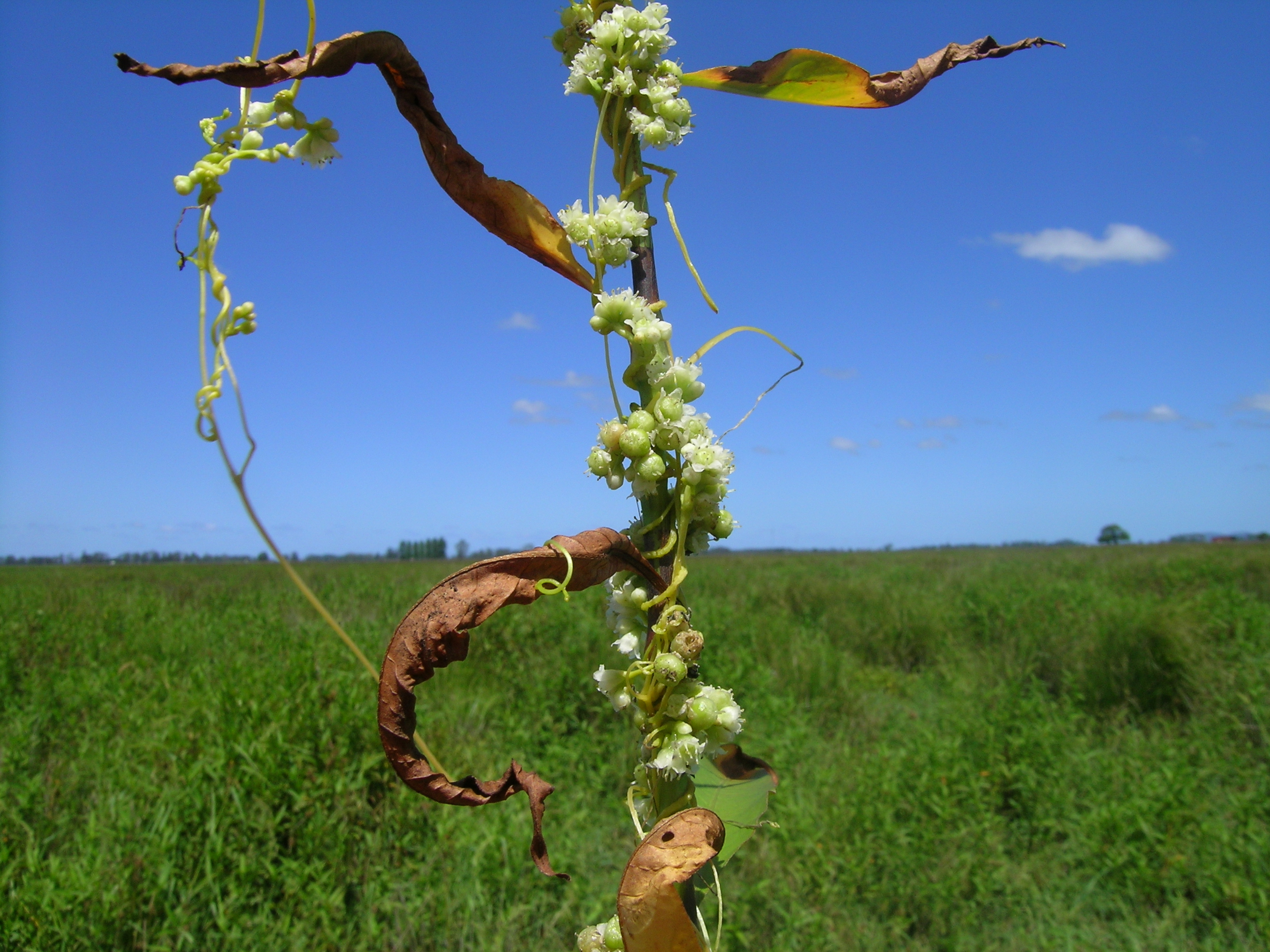
Habitus und Blüten

### Vegetative Merkmale
Cuscuta australis ist eine meist einjährige, selten ausdauernde krautige Pflanze. Ihre schlanken Stängel sind mäßig dick, grünlich-gelb bis orangefarben.

### Generative Merkmale
Die Blüten stehen an kurzen Blütenstielen in kompakten Knäueln. Die weißen bis cremefarbenen, zwittrigen Blüten sind etwa 2 Millimeter groß, vier- oder fünfzählig und oftmals drüsig. Der Kelch ist glockenförmig und in etwa so lang wie die Kronröhre. Die Kelchzipfel sind eiförmig bis kreisförmig, stumpf und überlappen sich nicht. Die Krone ist glockenförmig, mit stumpfen oder fast spitzen, aufrechten oder abstehenden Kronzipfeln. Die Kronzipfel sind etwas kürzer bis länger als die Kronröhre. Die Schuppen am Grund der Kronröhre sind meist kürzer als die Kronröhre, zweispaltig und mit einigen wenigen Fransen, oder sie sind zu Zähnen am Grund der Kronröhre zurückgebildet. Die Staubblätter sind kurz und die Staubbeutel ragen aus der Blütenhülle heraus. Der oberständige Fruchtknoten ist zweikammerig. Die kurzen Griffel sind kürzer als der kugelförmige Fruchtknoten.
Die Kapselfrüchte sind kugelförmig bis eingedrückt kugelförmig mit einem Durchmesser von 3,5 bis 4 Millimetern und einer großen Öffnung zwischen den Griffeln. Die abgeblühte Krone bleibt am Grund der Kapsel erhalten. Die bis zu 4 Samen haben eine Länge von 1,5 Millimetern.
Die Chromosomenzahl beträgt 2n = 56 oder ca. 28.

## Ökologie
Bei Cuscuta australis handelt sich meist um einen Therophyten. Es ist wie alle Vertreter der Gattung Seide eine holoparasitisch lebende Pflanzenart. Sie schmarotzt besonders auf Arten der Gattungen Polygonum oder Xanthium.

## Systematik und Verbreitung
Die Erstveröffentlichung von Cuscuta australis erfolgte 1810 durch Robert Brown. Synonyme für Cuscuta australis R.Br. sind: Cuscuta obtusiflora var. australis (R.Br.) Engelm., Grammica australis (R.Br.) Hadac & Chrtek, Grammica scandens subsp. australis (R.Br.) Holub.
Cuscuta australis ist in Eurasien und Afrika verbreitet. Sie ist in Mitteleuropa ein Neophyt.
Von Cuscuta australis gibt es mehrere Varietäten, die in europäischer Literatur oft als Unterarten behandelt werden:
- Cuscuta australis R.Br. var. australis (Syn.: Cuscuta millettii Hook. & Arn., Cuscuta obtusiflora var. cordofana Engelm., Cuscuta grassii Delponte, Cuscuta hygrophilae H.Pearson, Cuscuta kawakamii Hayata, Cuscuta nuda Pilg., Cuscuta cordofana (Engelm.) Yunck., Cuscuta scandens var. bidentis (Berthold) Kerguélen): Sie ist in der Alten Welt verbreitet.[5]
- Knöterich-Seide (Cuscuta australis var. cesatiana (Bertol.) Yunck.; Syn.: Cuscuta australis subsp. cesatiana (Bertol.) Maire, Cuscuta cesatiana Bertol., Cuscuta obtusiflora var. cesatiana (Bertol.) Engelm., Grammica scandens subsp. cesatiana (Bertol.) Holub, Cuscuta scandens subsp. cesatiana (Bertol.) Soó, Grammica cesatiana (Bertol.) Chrtek, Cuscuta polygonorum Ces. nom. illeg., Cuscuta australis var. glandulosa (Engelm.) Maire): Sie kommt von Südeuropa und dem südlichen Mitteleuropa bis Indien vor.[5]
- Cuscuta australis var. tineoi (Insenga) Yunck. (Syn.: Cuscuta australis subsp. tineoi (Insenga) Feinbrun, Cuscuta tineoi Insenga, Grammica australis subsp. tineoi (Insenga) Dostál, Cuscuta breviflora Vis., Cuscuta aurantiaca Req. ex Bertol., Cassutha chrysocoma Des Moul., Cuscuta chrysocoma Welw. ex Des Moul., Grammica chrysocoma (Welw. ex Des Moul.) Des Moul., Cuscuta rogowitschiana Trautv., Cuscuta obtusiflora var. breviflora (Vis.) Engelm., Cuscuta bidentis Berthiot, Grammica bidentis (Berthiot) Royer, Cuscuta obtusiflora var. bidentis (Berthiot) Rouy): Sie kommt von Mitteleuropa und Südeuropa bis zum westlichen Himalaja vor.[5]